# Asteriscium
Asteriscium là chi thực vật có hoa trong họ Apiaceae.